# خاراشوکی
خاراشوکی (به لهستانی:  Harasiuki) یک روستا در لهستان است که در گمینا خاراشوکی واقع شده‌است. خاراشوکی ۸۶۲ نفر جمعیت دارد.